# راديفوي ريستانوفيتش
راديفوي ريستانوفيتش مواليد 2 ديسمبر 1982 في بلغراد، هو لاعب كرة يد مونتينيغري يلعب كحارس مرمى. يلعب حاليا مع نادي شامبيري سافوا لكرة اليد ويحمل الرقم 1. مثل منتخب الجبل الأسود لكرة اليد.

## سجل المنافسة
شارك في البطولات التالية:
- بطولة أوروبا لكرة اليد للرجال 2016

## روابط خارجية
- راديفوي ريستانوفيتش على موقع الاتحاد الأوروبي لكرة اليد (الإنجليزية)
- راديفوي ريستانوفيتش على موقع اللجنة الأولمبية الصربية (الصربية)